# Братчикова, Кристина Александровна
Кристина Александровна Братчикова (род. 4 октября 2005 года, Краснодарский край) — российская спортсменка, борец вольного стиля. Призёрка чемпионатов России. Мастер спорта. Победительница первенства Европы до 23 лет 2025.

## Биография
Кристина родилась в городе Гулькевичи Краснодарского края. Начала заниматься вольной борьбой в 6 лет. Воспитанница МБУДОСШ № 1 им. А.Ф. Бондарева, первым ее тренером являлась Алина Балашова.

## Спортивная карьера
В 2018 году выиграла свой первый турнир - первенство Южного федерального округа среди школьниц (до 16 лет). В 2019 году стала финалисткой первенства России среди школьниц в весе до 46 кг. В 2020 году стала второй на всероссийском турнире среди кадеток (до 18 лет) в Смоленске в весе до 57 кг. В феврале 2021 года выиграла первенство ЮФО среди кадетов в весе до 61 кг. В апреле 2021 на первенстве России среди кадеток заняла 5-е место. В сентябре 2021 года выиграла всероссийский турнир на призы Н.С. Лопатиной в весе до 62 кг. В октябре 2021 года стала второй на турнире "Славянские Поляницы", который прошёл в городе Осташков Тверской области.
В январе 2022 года Братчикова выиграла первенство Краснодарского края среди кадеток. В апреле 2022 года приняла участие на первенстве России среди кадеток в Наро-Фоминске, но заняла лишь 7-е место. В марте 2023 стала победительницей турнира памяти Романа Дмитриева среди юниоров (до 20 лет) в Якутске в весовой категории до 65 кг. В апреле 2023 года стала третьей на первенстве России среди юниорок в Мамадыше (Татарстан). В конце июня 2023 года сенсационно добыла бронзовую медаль на взрослом чемпионате России, который прошёл в дагестанском городе Каспийск. На данном чемпионате Кристина победила Софью Салтымакову (Московская область) в первом круге, в четвертьфинале Братчикова одолела опытнейшую Анжелу Фоменко (Северная Осетия-Алания), но в полуфинале она уступила Екатерине Кошкине (Татарстан), в матче за бронзовую медаль Братчикова взяла верх над своей землячкой Кристиной Ерёминой (Краснодарский край).
В июле 2023 года пришла третьей на международном турнире памяти Сергея Смаля в Гомеле (Беларусь). В августе 2023 года Кристина снова стала третьей на Международном фестивале университетского спорта в Екатеринбурге.  В апреле 2024 года она стала победительницей первенства России среди борцов до 21 года (юниорки) в Наро-Фоминске, Московская область. В мае 2024 года во второй раз выиграла бронзовую награду чемпионата России. В марте 2025 года выиграла первенство Европы до 23 лет в Албании, одолев в финале этническую украинку Даниелу Ткачук, выступающую за сборную Польши.

## Спортивные достижения
- 2023, 2024 Чемпионат России — ;
- 2023 Международный фестиваль университетского спорта — ;
- 2023 Первенство России среди юниоров — ;
- 2024 Первенство России среди юниоров —
- 2025 Первенство Европы до 23 лет — ;
- 2025 «Ulaanbaatar open» — ;[22]